# 정몽주 초상 (보물 제1110-1호)
정몽주 초상(鄭夢周 肖像)은 대한민국 경상북도 경주시 국립경주박물관에 있는 조선시대의 초상화이다. 1991년 12월 16일 대한민국의 보물 제1110-1호로 지정되었다.

## 개요
고려시대 충신 정몽주(1337∼1392)의 초상화로 크기는 가로 98㎝, 세로 169.5㎝이다. 정몽주의 호는 포은으로 고려말 혼란기에 정승에 올랐으며, 이성계 추대에 반대하다 이방원에 의해 죽임을 당하였다. 그의 ‘단심가’는 고려에 대한 그의 충절이 담겨져 있다.
이 초상화는 임고서원(臨皐書院)에 있는 3점의 정몽주 초상화 가운데 하나로 그림의 오른쪽 아래에 ‘숭정기사모본’이라 쓰여 있는 것이다. 관리들이 쓰는 모자와 엷은 청색의 관복을 입고 오른쪽을 바라보며 의자에 앉아있는 전신상이다. 옷주름 표현은 청색선을 이용하여 묘사하였으며 돗자리나 배경을 표현하지는 않았다.
이 초상화는 인조 7년(1629)에 김육이 비단 위에 새로 옮겨 그린 것으로, 비단이 많이 헐었으나 옛 그림화풍이 잘 나타나 있으며 3점의 포은 초상화 중 연대가 두번째로 오래된 것으로 중요한 작품이다.

## 같이 보기
- 정몽주
- 임고서원
- 정몽주 초상 (보물 제1110-2호)

## 참고 자료
- 정몽주 초상 - 국가유산청 국가유산포털